# Ariestides González Ortíz
Ariestides González Ortíz (Manhattan, Nueva York, Estados Unidos, 12 de enero de 1960) es un deportista olímpico puertorriqueño que compitió en boxeo, en la categoría de peso wélter y que consiguió la medalla de bronce en los Juegos Olímpicos de Los Ángeles 1984.
Aunque Juan Evangelista Venegas fue el primer puertorriqueño en ganar una medalla olímpica (boxeo, 1948), González fue el tercero en ganar una medalla representando a Puerto Rico bajo la bandera puertorriqueña, después de que Orlando Maldonado se convirtiera en el segundo en los Juegos Olímpicos de Verano de 1976.

## Palmarés internacional
| Juegos Olímpicos | Juegos Olímpicos             | Juegos Olímpicos  | Juegos Olímpicos |
| Año              | Lugar                        | Medalla           | Prueba           |
| ---------------- | ---------------------------- | ----------------- | ---------------- |
| 1984             | Los Ángeles (Estados Unidos) | Medalla de bronce | Peso wélter      |